# Шон Јанг
Мери Шон Јанг (енгл. Mary Sean Young; рођена 20. новембра 1959. у Луивилу), америчка је глумица. Посебно је позната по раду у научнофантастичним филмовима, иако је играла улоге у различитим жанровима.
Ране улоге Јангове укључују независну романсу Џејн Остин на Менхетну (1980) и комедију Страјпс (1981), при чему је последња била комерцијално успешна. Њена револуционарна улога била је улога Рејчел у научнофантастичном Блејд Ранеру (1982). Затим је тумачила лик Чани у научно-фантастичној Дини (1984), глумила је у нео-ноару у Без излаза (1987), играла је Кејт у Вол Стриту (1987) и имала главне улоге у комедијама Фатални инстинкт (1993) и Ејс Вентура: Детектив за кућне љубимце (1994).